# Сутяга (Верхошижемський район)
Сутя́га (рос. Сутяга) — присілок у складі Верхошижемського району Кіровської області, Росія. Входить до складу Середньоівкінського сільського поселення.
Населення становить 74 особи (2010, 84 у 2002).
Національний склад станом на 2002 рік — росіяни 89 %.